# 東和村
東和村（とうわむら）は埼玉県の南東部、北葛飾郡に属していた村。

## 歴史
- 1889年（明治22年）4月1日 - 町村制施行。北葛飾郡戸ケ崎村、八木郷村が成立。
- 1943年（昭和18年）7月1日 - 北葛飾郡戸ケ崎村、八木郷村が合併し東和村が成立。
- 1956年（昭和31年）9月30日 - 北葛飾郡彦成村、早稲田村と合併し三郷村が成立。